# Georg Norman
Georg Norman, död 1552 eller 1553, var en ämbetsman av tysk börd med stamgods på Rügen, i svensk tjänst från 1539.

## Biografi
Norman studerade vid Rostocks universitet, vid Greifswalds universitet och vid Wittenbergs universitet under Martin Luther och Philipp Melanchton och blev där magister. Nils Månsson, som vistades vid universitetet, föreslog Gustav Vasa att Norman skulle ta över uppfostran av sönerna Johan och Erik. Vid sin ankomst hade han med sig rekommendationsbrev från Melanchthon och Luther. I brevet beskrevs han som "en man, som förer ett gudfruktigt leverne, är av ett stilla och ärbart sinne, uppriktig och lärd samt skicklig och väl värd att vara en konungasons läromästare".
Redan efter ett par månader fick han i uppgift att reformera den svenska kyrkan. Den 8 december 1539 utnämndes han till kungens "ordinator och superattendent öfver biskopar, prelater och alla andeliga uti religionssaker".
1540 företog han en omfattande visitation i Östergötland och Västergötland.
År 1542 var han medlem av den delegation som avslutade Sveriges första traktat med Frankrike. Därefter sändes han på en ny beskickning till Danmark och Pommern. Efter att Conrad von Pyhy fallit i onåd fick han överta dennes arbetsuppgifter. Han var medlem av riksrådet, tjänstgjorde som kansler och hade även diplomatiska uppdrag, bland annat deltog han i förhandlingarna med Lübeck i Kalmar år 1546. Han skötte den utrikes brevväxlingen. De flesta statshandlingar utfärdade under åren 1544-1552 var antingen skrivna av Norman eller skrivna med hans medverkan. Han upprättade riksdagspropositioner och tal till ständerna och skötte även ekonomin.